# Blechnum schomburgkii
Blechnum schomburgkii là một loài thực vật có mạch trong họ Blechnaceae. Loài này được (Klotzsch) C. Chr. mô tả khoa học đầu tiên năm 1905.